# Марк Ґарденер
Марк Стівен Ґарденер (Оксфорд, Англія, 6 грудня 1969) — британський рок і шугейзинг музикант.

## Кар'єра
У 1988 році він разом з Енді Беллом, Лоренсом Колбером та Стівом Керальтом створив гурт Ride. Там він був гітаристом і композитором кількох пісень, таких як «Decay», «Chelsea Girl» і «Twisterella», серед інших. Разом з Беллом він також був сольним вокалістом, і його голос звучав в альбомах Nowhere і Going Blank Again. У 1996 році він відмовився підписати документи, пов'язані з просуванням Tarantula, четвертого альбому групи, що спричинило його відхід.
Через рік після розриву з Ride він випустив «Magdalen Sky», свій перший синґл, який також був частиною його дебютного альбому These Beautiful Ghosts, який вийшов у 2005 році. Пізніше він створив групу The Animalhouse і брав участь у співпраці з Rinôçérôse і The Brian Jonestown Massacre.
Він тимчасово возз’єднався з Ride у 2002 році, записавши міні-альбом Coming Up For Air. Остаточне возз'єднання відбулося в 2014 році, коли всі оригінальні учасники зібралися разом, щоб гастролювати по Америці та Європі. Пізніше вони випустили альбом Weather Diaries і міні-альбом Tomorrow's Shore.

## Дискографія

### Альбоми
- 2004: Live at the Knitting Factory, NYC
- 2005: These Beautiful Ghosts
- 2015: Universal Road (con Robin Guthrie)

### Сингли/EP
- 1997: «Magdalen Sky»
- 2003: Falling Out into the Night  (EP)
- 2006: «The Story of the Eye»

### Колаборації
- Man With No Name – «The First Day» (1998); вокаліст і композитор
- Meister – «Above The Clouds (sencillo) ~ BECK O.S.T» (2004) – вокаліст
- Jam & Spoon – «Mary Jane» (2004) – вокаліст
- The Morning After Girls – «Morning After Girls» (2005); вокаліст
- The Morning After Girls – «Shadows Evolve» (2005); вокаліст
- Rinôçérôse] – «Schizophrenia» (2005); вокаліст
- Rinôçérôse – «Rinôçérôse» (2006); вокаліст і композитор
- The Tamborines – «Sally O'Gannon» (2006); спів
- The Brian Jonestown Massacre – «Monkey Powder» (2008); вокаліст і композитор
- Molly's - «Tastes like sedative» (2011); вокаліст

## Зовнішні посилання
- Офіційний веб-сайт
- Офіційний сайт Ride